# Буонвизи, Джироламо
Джироламо Буонвизи (итал. Girolamo Buonvisi; 22 мая 1607, Лукка, Республика Лукка — 21 февраля 1677, там же) — итальянский куриальный кардинал. Титулярный архиепископ Лаодикеи Фригийской с 17 июля 1651 по 9 апреля 1657. Магистр Папской Палаты с 16 июля 1655 по 9 апреля 1657. Епископ Лукки, с персональным титулом архиепископа, с 28 мая 1657 по 21 февраля 1677. Апостольский легат в Ферраре с 4 апреля 1664 по 7 мая 1667. Кардинал-священник с 9 апреля 1657, с титулом церкви Сан-Джироламо-деи-Кроати с 23 апреля 1657 по 21 февраля 1677.